# Michael Ontkean
Michael Leonard Ontkean (24 de enero de 1946) es un actor canadiense retirado de la actividad. Es popular por su participación en las series de televisión The Rookies y Twin Peaks. Sus inicios en televisión se dieron en las series Ironside y Longstreet, aunque su reconocimiento llegó con su actuación en la mencionada serie The Rookies (1972–1976), en la que interpretó al oficial de la policía Willie Gillis en las primeras dos temporadas. También es recordada su interpretación del Sheriff Harry S. Truman en la serie Twin Peaks de David Lynch.

## Filmografía

### Cine
| Año  | Título                                        | Papel             | Notas              |
| ---- | --------------------------------------------- | ----------------- | ------------------ |
| 1971 | The Peace Killers                             | Jeff              |                    |
| 1972 | Necromancy                                    | Frank Brandon     |                    |
| 1972 | Pickup on 101                                 | Chuck             |                    |
| 1972 | Girls on the Road                             | Will              |                    |
| 1977 | Slap Shot                                     | Ned Braden        |                    |
| 1979 | Voices                                        | Drew Rothman      |                    |
| 1980 | Willie & Phil                                 | Willie Kaufman    |                    |
| 1982 | Making Love                                   | Zach              |                    |
| 1984 | Le sang des autres                            | Jean              |                    |
| 1984 | Just the Way You Are                          | Peter Nichols     |                    |
| 1985 | Kids Don't Tell                               | John Ryan         | Telefilme          |
| 1986 | The Right of the People                       | Christopher Wells | Telefilme          |
| 1987 | The Allnighter                                | Mickey            |                    |
| 1987 | Maid to Order                                 | Nick McGuire      |                    |
| 1987 | Street Justice                                | Curt Flynn        |                    |
| 1988 | Clara's Heart                                 | Bill Hart         |                    |
| 1989 | Bye Bye Blues                                 | Teddy Harper      |                    |
| 1989 | Cold Front                                    | Derek McKenzie    |                    |
| 1990 | Postcards from the Edge                       | Robert Munch      |                    |
| 1990 | In Defense of a Married Man                   | Robert            | Telefilme          |
| 1992 | Legacy of Lies                                | Zach Resnick      | Telefilme          |
| 1992 | Twin Peaks: Fire Walk with Me                 | Harry S. Truman   | Escenas eliminadas |
| 1993 | Rapture                                       | Jeff Lisker       | Telefilme          |
| 1993 | Whose Child Is This? The War for Baby Jessica | Jan DeBoer        | Telefilme          |
| 1993 | Bride of Violence 2                           | Hank Parnell      | Telefilme          |
| 1996 | The Man Next Door                             | Eli Cooley        | Telefilme          |
| 1996 | The Stepford Husbands                         | Mick Davison      | Telefilme          |
| 1996 | Swann                                         | Stephen           |                    |
| 1998 | Summer of the Monkeys                         | John Lee          |                    |
| 1998 | A Chance of Snow                              | Matthew Parker    | Telefilme          |
| 1998 | Nico the Unicorn                              | Tom Gentry        |                    |
| 1999 | Just a Little Harmless Sex                    | Jeff              |                    |
| 2000 | Bear with Me                                  | Greg Bradley      |                    |
| 2000 | Green Sails                                   | John Scott        | Telefilme          |
| 2002 | A Killing Spring                              | Tom Keaton        | Telefilme          |
| 2004 | Ghost Cat                                     | Wes Merritt       | Telefilme          |
| 2011 | The Descendants                               | Cousin Milo       |                    |

### Televisión
| Año       | Título                                   | Papel                     | Notas                                      |
| --------- | ---------------------------------------- | ------------------------- | ------------------------------------------ |
| 1959      | Hudson's Bay                             | Jeremy Warrant            | Episodio: "Pierre's Three Evils"           |
| 1970      | Ironside                                 | Man                       | Episodio: "Noel's Gonna Fly"               |
| 1970      | Dan August                               | Mike Foschke              | Episodio: "The Soldier"                    |
| 1971      | Walt Disney's Wonderful World of Color   | Alcide                    | Episodio: "The Boy from Dead Man's Bayou"  |
| 1971      | The Partridge Family                     | Lester Braddock           | Episodio: "Not With My Sister, You Don't!" |
| 1971      | Longstreet                               | David De Carie            | Episodio: "So, Who's Fred Hornbeck?"       |
| 1972–1974 | The Rookies                              | Willie Gillis             | 47 episodios                               |
| 1979      | Tales of the Unexpected                  | Tommy                     | Episodio: "The Man from the South"         |
| 1989      | The Hitchhiker                           | Gordon Brooks             | Episodio: "Square Deal"                    |
| 1990–1991 | Twin Peaks                               | Harry S. Truman           | 30 episodios                               |
| 1991      | In a Child's Name                        | Kenneth Taylor            | Miniserie                                  |
| 1994      | Family Album                             | Ward Thayer               | Miniserie                                  |
| 1999      | PSI Factor: Chronicles of the Paranormal | John Doe / Wesley Addison | Episodio: "John Doe"                       |
| 1997–2000 | The Outer Limits                         | Charles McCamber          | 2 episodios                                |
| 2004–2005 | North Shore                              | Gordon Matthews           | 4 episodios                                |
| 2008      | Sophie                                   | Victor Hearst             | 3 episodios                                |